# جويل راسموسن
جويل راسموسن (بالإنجليزية: Joel Rasmussen)‏ هو صانع أفلام أمريكي، ولد في 14 سبتمبر 1970.